# Manuel Alves Branco
Manuel Alves Branco (Maragogipe, 7 juin 1797 - Niterói, 13 juillet 1855), deuxième vicomte de Caravelas, est un juge, avocat, économiste et homme politique brésilien. Il est successivement député, ministre des Affaires étrangères, ministre de la Justice, ministre du Commerce, ministre de l'Agriculture, président du Conseil des ministres et sénateur de l'empire du Brésil.